# نیوپورت ۴
نیوپورت ۴ (به انگلیسی: Nieuport_IV) یک هواگرد ملخ‌پیشین تک‌موتوره از نوع Sporting and military monoplane ساخت شرکت است. هواگرد نیوپورت ۴ نخستین پروازش را در ۱۹۱۱ میلادی انجام داد. این هواگرد در سال ۱۹۱۱ میلادی رسماً معرفی گردید و در سال‌های ۱۹۱۱–۱۹۱۵ تولید شده‌است.